# Каннингем, Ник
Ник Каннингем (англ. Nick Cunningham, 8 мая 1985, Лос-Гатос, Калифорния) — американский бобслеист, выступающий за сборную США с 2008 года. Участник двух зимних Олимпийских игр, неоднократный победитель национального первенства, различных этапов Кубка мира и Америки. Начинал спортивную карьеру в качестве разгоняющего, но потом перешёл в пилоты.

## Биография
Ник Каннингем родился 8 мая 1985 года в городе Лос-Гатос, штат Калифорния. В 2005 году окончил Монтерейский полуостровной колледж, затем три года обучался на факультете связи и коммуникаций в Университете штата Айдахо в Бойсе. Уже с юных лет увлекался спортом, занимался бегом на спринтерские дистанции, серфингом, родео, играл в футбол, был капитаном университетской легкоатлетической команды, его личный рекорд в беге на 200 м — 21,15 секунды. В 2008 году решил попробовать себя в бобслее, прошёл отбор в национальную сборную и в качестве разгоняющего присоединился к американской команде. Уже в дебютном сезоне в паре с пилотом Майком Коном выиграл две золотые медали на этапах Кубка Америки, взял серебро и бронзу в зачёте национального первенства. Участвовал в заездах домашнего чемпионата мира 2009 года в Лейк-Плэсиде, в составе четырёхместного экипажа пилота Джона Нейпира занял одиннадцатое место.
Благодаря череде успешных выступлений Каннингем удостоился права защищать честь страны на Олимпийских играх 2010 года в Ванкувере, где вместе с третьим американским экипажем Майка Кона финишировал двенадцатым в программе двоек и тринадцатым среди четвёрок. В следующем сезоне не смог пробиться в основной состав сборной, с попеременным успехом соревновался на местном уровне, съездил на молодёжный чемпионат мира, где в обеих дисциплинах был седьмым. В 2011 году принял решение переквалифицироваться из разгоняющего в пилота и, создав свою собственную команду, показал довольно неплохие результаты на мировом первенстве в Лейк-Плэсиде: добрался до девятой позиции в двойках, до двенадцатой в четвёрках и немного не дотянул до бронзовой медали в программе смешанных состязаний по бобслею и скелетону. В сезоне 2012/13 со своим четырёхместным экипажем впервые попал в число призёров этапа Кубка мира, заняв третье место на трассе того же Лейк-Плэсида.
В 2014 году Каннингем побывал на Олимпийских играх в Сочи, где финишировал тринадцатым в программе мужских двухместных экипажей и двенадцатым в программе четырёхместных.
Помимо спортивной карьеры Ник Каннингем служит в нью-йоркском подразделении Национальной гвардии, имеет звание сержанта.